# Пеньково (Ханты-Мансийский автономный округ)
Пеньково — упразднённый посёлок в Сургутском районе Ханты-Мансийского автономного округа России. Исключен из учётных данных в 1997 году.

## География
Располагался на левом берегу обской протоки Пеньковская, в месте впадения в неё реки Пеньковский Ёган, на расстоянии 20 км по прямой к юго-востоку от села Локосово.
Климат
Климат резко континентальный, зима суровая, с сильными ветрами и метелями, продолжающаяся семь месяцев. Лето относительно тёплое, но быстротечное.

## История
Возник как посёлок лесозаготовителей.
В 1988 году населённому пункту возникшему на территории Сургутского района присвоено название Пеньково.

## Население
| 1989 |
| ---- |
| 0    |